# Премия Вэнивара Буша
Премия Вэнивара Буша (англ. Vannevar Bush Award) — престижная американская ежегодная награда Национального научного совета (англ. National Science Board) в признание исключительного пожизненного лидерства в науке и технике и существенного вклада в благосостояние нации.
Учреждена в 1980 году в память о Вэниваре Буше, служившем научным советником президента Франклина Рузвельта во время Второй мировой войны.

## Лауреаты
- 1980 — Киллиан, Джеймс
- 1981 — William O. Baker[англ.]
- 1982 — Дюбридж, Ли Элвин
- 1983 — Зейтц, Фредерик
- 1984 — Роджер Ревелл
- 1985 — Бете, Ханс
- 1986 — Раби, Исидор Айзек
- 1987 — Паккард, Дэвид
- 1988 — Сиборг, Гленн Теодор
- 1989 — Полинг, Лайнус
- 1990 — премия не присуждалась
- 1991 — Ван Аллен, Джеймс
- 1992 — Jerome Wiesner
- 1993 — Norman Hackerman[англ.]
- 1994 — Пресс, Франк
- 1995 — Рамзей, Норман Фостер
- 1996 — Абельсон, Филипп Хауге
- 1997 — Guyford Stever[англ.]
- 1998 — Уайт, Роберт Майкл
- 1999 — Сингер, Максин
- 2000 — Йорк, Герберт и Борлоуг, Норман Эрнест
- 2001 — Льюис Бренскомб и Вармус, Харолд
- 2002 — Блох, Эрих
- 2003 — Richard C. Atkinson[англ.]
- 2004 — Mary L. Good[англ.]
- 2005 — Robert W. Galvin[англ.]
- 2006 — Радж Редди и Чарлз Хард Таунс
- 2007 — Ширли Энн Джексон
- 2008 — Norman R. Augustine[англ.]
- 2009 — Милдред Дресселгауз
- 2010 — Брюс Альбертс
- 2011 — Чарльз Вест
- 2012 — Ледерман, Леон Макс
- 2013 — Лейн, Нил
- 2014 — Ричард Тапиа
- 2015 — James Duderstadt[англ.]
- 2016 — Robert J. Birgeneau[англ.]
- 2017 — Рита Колвелл
- 2018 — Джейн Любченко[1]
- 2019 — Уолтер Мэсси
- 2020 — Roderic I. Pettigrew[англ.]
- 2021 - Гомори, Ральф
- 2023 - Гарвин, Ричард